# Per Rasmussen
Pour les articles homonymes, voir Rasmussen.
Per Henrik Stisen Rasmussen est un rameur danois né le 2 février 1959 à Svendborg.

## Biographie
En 1984 à Los Angeles, il fait partie du quatre sans barreur danois médaillé de bronze olympique. 

## Palmarès

### Jeux olympiques
- Jeux olympiques d'été de 1984 à Los Angeles
  -  Médaille de bronze en quatre sans barreur